# フィル・ヴォルグ
フィル・ヴォルグ、あるいはフィル・ボルグ（愛: Fir Bolg）はアイルランドの伝説上の民族である。
広義では彼らと同時期にアイルランドに入植したフィル・ドーナンやゲーリオン人（Gáilióin、「嵐」）も含めてフィル・ヴォルグと称する。

## 概要
アイルランド来寇の書において、フィル・ヴォルグはアイルランドに入植した四番目の民族として記されている。フィル・ヴォルグと五番目の民族トゥアハ・デ・ダナーンは双方とも三番目の民族である「ネウェドと従者たち」の子孫にあたり、同じ言葉を使用したとされる。ネウェドと従者たちは疫病により大きく人数を減らした後、フォモール族から重税を強いられた。そのため彼らの大部分はアイルランドを後にした。
この内のギリシアに向かった者達が後のフィル・ヴォルグとなり、「世界の北」へ向かった者達が後のトゥアハ・デ・ダナーンとなる。
彼らはアイルランドへ入植後フォモール族と婚姻関係を結び、後フォモールの王となるインジッヒ(Ｉndich mac de domnann)も生まれる。
彼らは地域を5つに分け、東部のレンスター、西部コナハト、南部のマンスターと北部のアルスター、東中央のミ―スを制定した。５つの地域はクイギュー(Coigedh　直訳すると「５分の１」)と呼ばれた。
彼らは、その後に入植したトゥアハ・デ・ダナーンとは、言語の他、戦争に関するルールも同じであったため、当初「エリンの島の半分ずつに互いに別れて暮らそう」という友好な関係を持つものの、互いの人口増加により戦争となる。

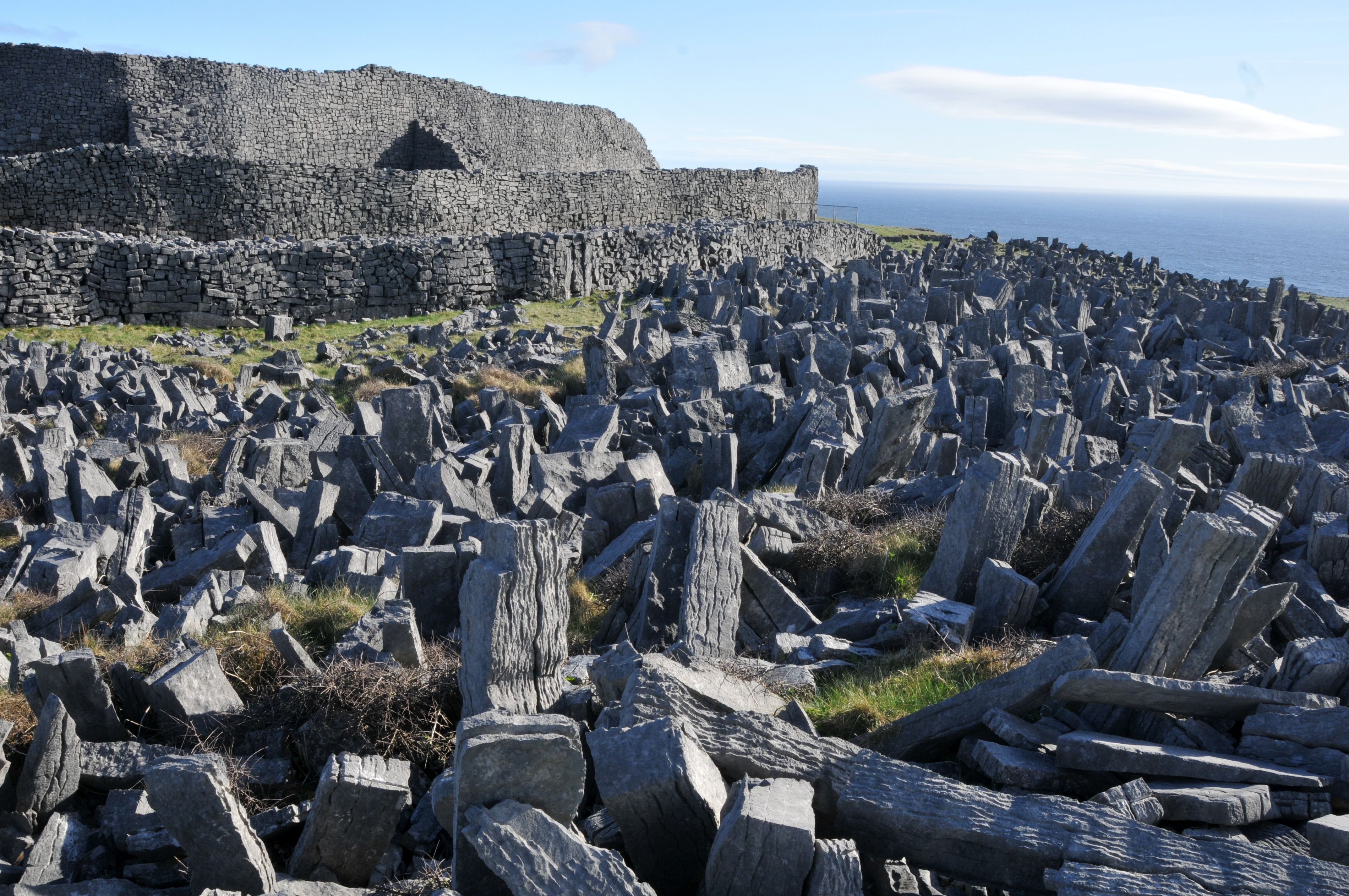
ドゥーン・エンガス

そのようにして行われた第一次マグ・トゥレドの戦いでトゥアハ・デ・ダナーンに敗北した後、アラン諸島へと敗走する。伝説ではアラン諸島にあるイニシュモア島のドゥーン・エンガスは彼らが作った城塞とされる。
伝承によってはコナハトの地を有することを許された。
後、彼らは伝承の中で、アイルランドの最初の妖精となったが、それは巨人の如きグロテスクな存在であったという。また、巨人として語られた後には、身長90cmで、紅いチェックやプレードの服を着る農民のような形と言われるようになった。それぞれの君主が治めている土塁やラース(円形土砦)に棲み、鉄、キリスト教のシンボル、そして聖水を忌み嫌っている。人間を片親とすることがあり、長命ではあるが死すべき者と言われている。高齢化した一族を人間の子供と交換する、チェンジリングも行うと語られる。
キャサリン・ブリッグズは、金髪碧眼で巨大であったトゥアハ・デ・ダナーンと戦い敗れ被征服民となる彼らを、ギリシャ神話に登場する、オリュンポスの神々と戦い敗れる巨人ティターンの関係と比しうるとしている。

## 呼称
「フィル・ヴォルグ」(Fir　Bholg　あるいはFirbolgs)の呼称は資料によって、「皮を持つ人」、「革袋の民」、「沼地の人」と説明されるほか、フィルはゲール語で英語の"men"にあたる語であり、ヴォルグは彼らの崇拝する神ビルグ(Builg)、湿地、雷など諸説がある。
また彼らはコルカ・オイドカ(闇の人)コルカ・ドゥイブナ(夜の人)とも言われる。

## 歴史
フィル・ヴォルグは完全な伝説上の民族ではなく、現実の歴史の一部が伝説へと反映された存在である。広義のフィル・ヴォルグの中の一部族であるゲーリオン人は「レンスター」の語源であるリーイン族を指すと考えられている。また、フィル・ヴォルグの中の一部族フィル・ドーナンはブリテンのドゥムノニ族と関係がある。ヤン・ブレキリアンはフィル・ヴォルグを「ベルギー人」と、フィル・ゲーリオンを「ガリア人」とし、フランク・ディレイニーは「フィル・ヴォルグ」と言う呼称と大陸ケルト人たる「ベルガエ人」との関連を示唆している。